# Tamara Rakić
Tamara Rakić (ur. 22 września 1987 w Valjevo) – serbska siatkarka, grająca na pozycji przyjmującej, reprezentantka kraju. W sezonie 2013/2014 zawodniczka Siódemki LTS Legionovii Legionowo.

## Kluby
| Klub                          | Lata gry    |
| ----------------------------- | ----------- |
| Srbijanka                     | 2001 – 2004 |
| Crvena Zvezda Belgrad         | 2004 – 2008 |
| Dinamo Azotara Pančevo        | 2008 – 2009 |
| Crvena Zvezda Belgrad         | 2009 – 2012 |
| Jenisej Krasnojarsk           | 2012 – 2013 |
| Siódemka Legionovia Legionowo | od 2013     |

## Sukcesy

### Klubowe
- 2010 –  Puchar Serbii z Crveną Zvezdą Belgrad
- 2010 –  Finalistka Pucharu CEV z Crveną Zvezdą Belgrad
- 2010 –  Mistrzostwo Serbii z Crveną Zvezdą Belgrad
- 2011 –  Puchar Serbii z Crveną Zvezdą Belgrad
- 2011 –  Półfinalistka Pucharu CEV z Crveną Zvezdą Belgrad
- 2011 –  Mistrzostwo Serbii z Crveną Zvezdą Belgrad
- 2012 –  Puchar Serbii z Crveną Zvezdą Belgrad
- 2012 –  Mistrzostwo Serbii z Crveną Zvezdą Belgrad

### Nagrody indywidualne
- 2010 – najlepsza przyjmująca turnieju finałowego Pucharu CEV